# Anthene lasti
Anthene lasti is een vlinder uit de familie van de Lycaenidae. De wetenschappelijke naam van de soort is voor het eerst geldig gepubliceerd in 1894 door Grose-Smith & Kirby.